# محمد شریف (نقاش)

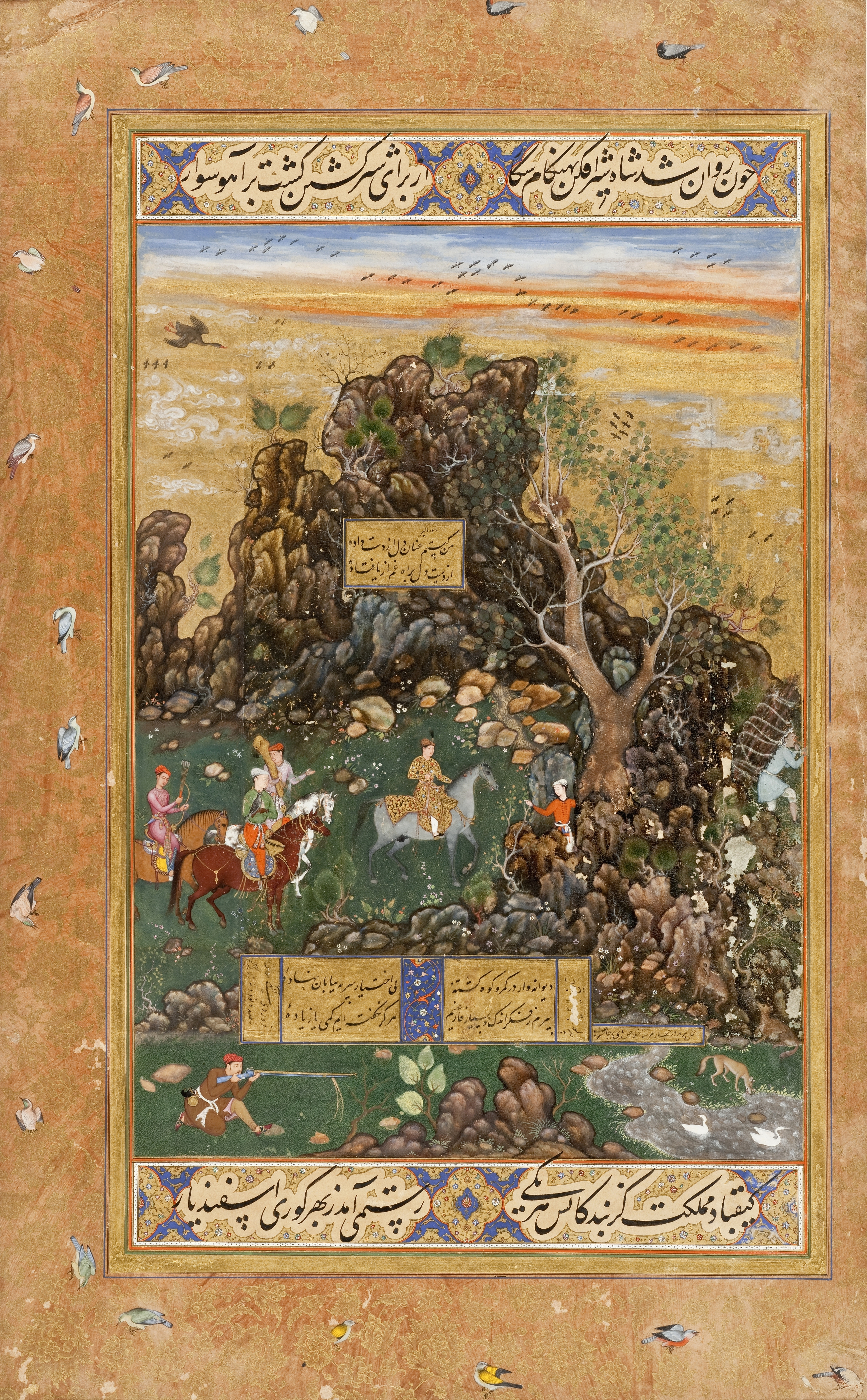
از جمله نقاشی‌های منسوب به محمد شریف و پدرش، عبدالصمد که در ۱۵۹۱ میلادی به امضای محمد شریف ترسیم شده‌است و اکنون در موزه هنر لوس آنجلس نگهداری می‌شود.

محمد شریف نقاش هندی مینیاتور در دوران گورکانیان بود. او فرزند عبدالصمد شیرازی و از اشراف‌زادگان و درباریان بود. ابوالفضل علامی نام او را در لیست ۱۷ هنرمند بسیار باارزش آیین اکبری آورده‌است. محمد شریف از جمله نقاشانی بود که در تصویرسازی برای خمسه نظامی فعالیت داشت. سبک مینیاتورهایی که به او اختصاص داده شده‌است، یک نقاش را در آغاز کار خود نشان می‌دهند. این آثار بیشتر با دقت در ترسیم حیوانات کشیده شده‌اند و خیلی آماتور هستند البته در یک مورد شیوه ترسیم جانوران بهتر شده و آزادی حرکتی آن‌ها مورد توجه نقاش بوده‌است. محمد شریف به عنوان طراح سه مینیاتور در رزم‌نامه حضور قطعی داشت و با بهانوری (ص ۱۲۲)، کسو خرد (ص ۱۱۸) و منیر (ص ۶۸) همکاری کرده‌است.